# Smicridea marlieri
Smicridea marlieri är en nattsländeart som beskrevs av Oliver S. Flint Jr. 1978. Smicridea marlieri ingår i släktet Smicridea och familjen ryssjenattsländor. Inga underarter finns listade i Catalogue of Life.